# Heteroibalonius malkini
Genre
Espèce
Heteroibalonius malkini, unique représentant du genre Heteroibalonius, est une espèce d'opilions laniatores de la famille des Podoctidae.

## Distribution
Cette espèce est endémique de Nouvelle-Guinée occidentale en Indonésie. Elle se rencontre vers Jayapura.

## Description
Le mâle holotype mesure 6,5 mm.

## Étymologie
Cette espèce est nommée en l'honneur de Borys Malkin.

## Publication originale
- Goodnight & Goodnight, 1947 : « Report on a collection of phalangids from New Guinea. » Transactions of the American Microscopical Society, vol. 66, p. 328–338.